# Archanara polita
Archanara polita är en fjärilsart som beskrevs av Walker 1865. Archanara polita ingår i släktet Archanara och familjen nattflyn. Inga underarter finns listade i Catalogue of Life.